# Krematorium v Liberci
Krematorium v Liberci se nachází v městské části Liberec IV-Perštýn v ulici U Krematoria 460/7. Secesní stavba ve svém vnitřním prostoru skrývá řadu pozoruhodných uměleckých výtvorů, například interiér obřadní síně, okenní vitráže nebo malou kašnu v přístupovém prostoru. Byla postavena roku 1917 a byla tak prvním krematoriem na území Rakouska-Uherska. Do konce března 2012 zde bylo zpopelněno 179 757 zemřelých. Budova je chráněna jako nemovitá Kulturní památka.

## Historie

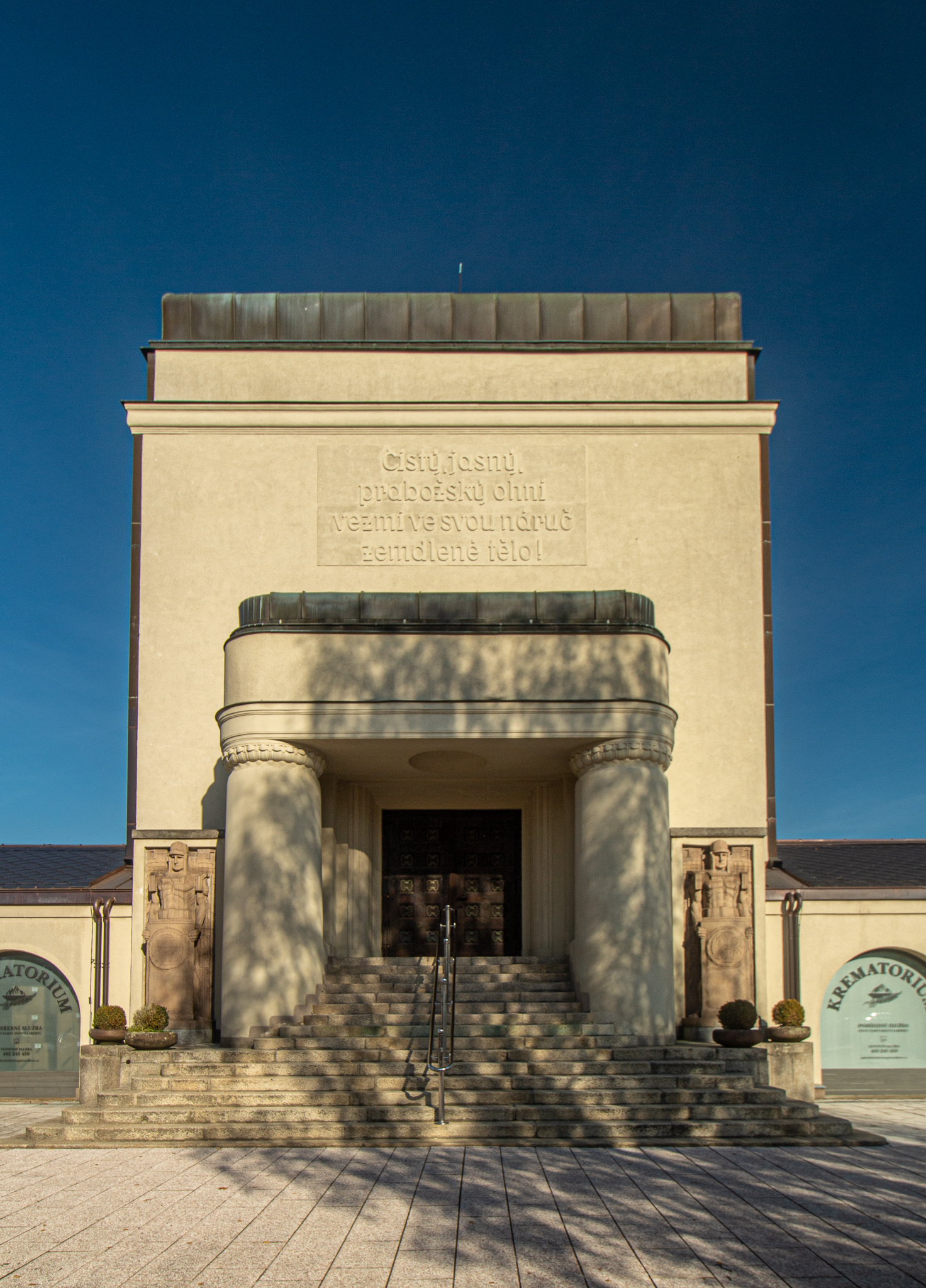
Vstup do hlavní síně krematoria

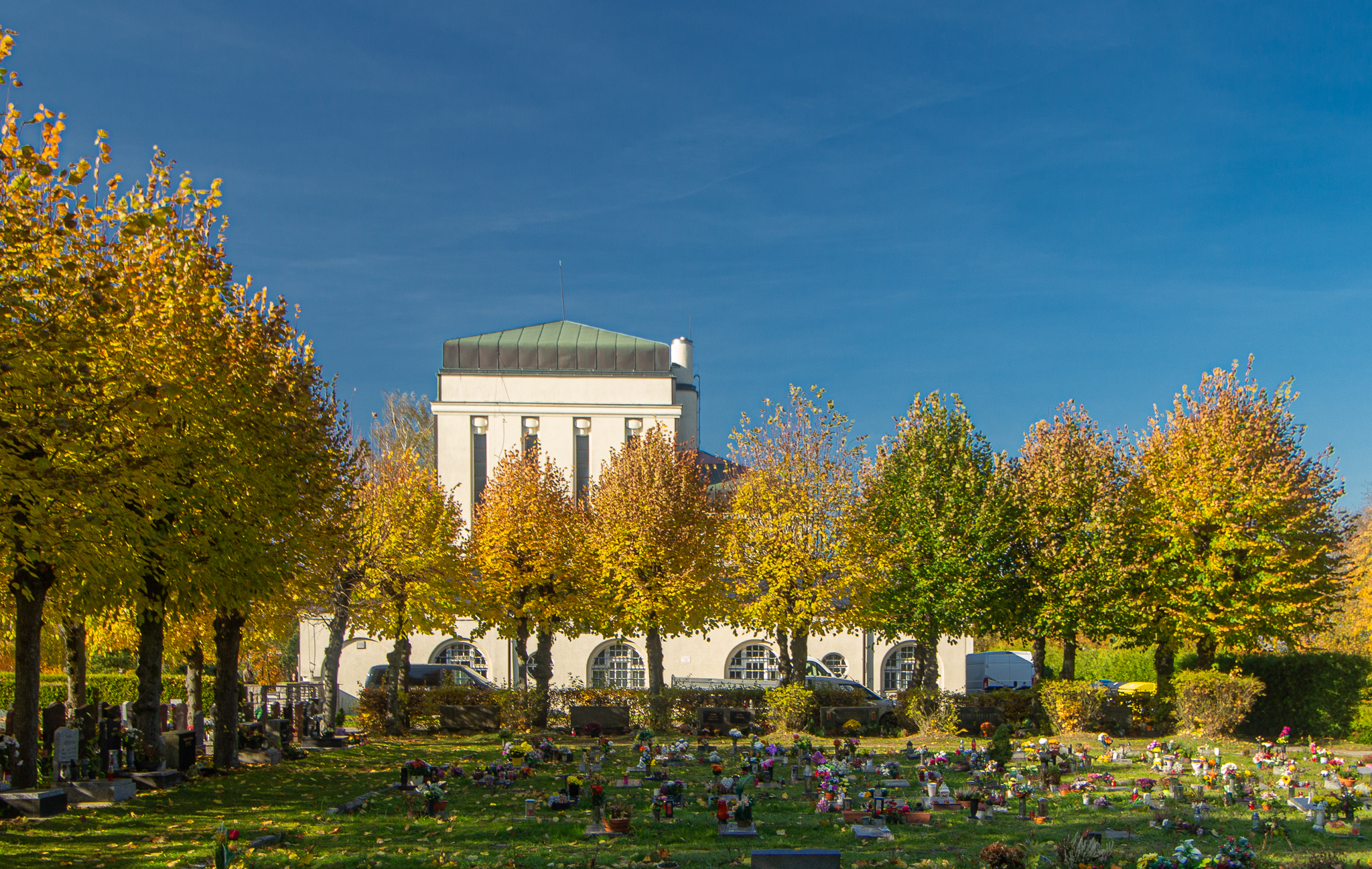
Krematorium s přilehlým hřbitovem

Do Čech se myšlenka pohřbívání žehem dostala ve druhé polovině 19. století z Itálie přes Německo. Zdejším propagátorem byl spolek přátel žehu "Die Flamme". Protože tehdejší zákony byly silně ovlivněny postojem katolické církve, která povolovala pouze pohřeb do země, tento způsob pohřbívání nebyl legislativně schválen a státní úřady jej nepovolovaly. Zemřelí stoupenci kremace z českých zemí proto museli být odváženi ke zpopelnění do německých krematorií v Žitavě a Drážďanech, kde se pohřby žehem prováděly od roku 1874.
Mezi liberecké propagátory zpopelnění patřili např. politici MUDr. Václav Šamánek st. a jeho švagr MUDr. Franz Bayer, v letech 1893–1929 liberecký purkmistr. Ten roku 1912 prosadil vydání stavebního povolení pro výstavbu nového krematoria. Vydání povolení předcházel soudní spor u Nejvyššího soudu v Praze. Soud ovšem rozhodl tak, že krematorium se postavit může, ale zpopelňovat se v něm nesmí.
Jako místo pro výstavbu krematoria byl vybrán tzv. Monstranční vrch, který se nacházel za libereckou Střelnicí. Zajímavostí je, že mezi návrhy bylo umístit jej na Ještědský hřeben. Základní kámen byl položen 4. května 1915 a stavbu podle návrhu česko-německého architekta Rudolfa Bitzana z Drážďan provedla liberecká firma Gustav Sacher a synové. Stavba byla dokončena v roce 1916 a 3. a 4. listopadu zde byla zkušebně zpopelněna dvě mrtvá zvířecí těla. Slavnostně pak bylo krematorium otevřeno 23. srpna 1917 za znění předehry k opeře Parsifal Richarda Wagnera. Přestože v době probíhající první světové války na zranění a nemoci umíral velký počet lidí, nebyly kremace úředně povoleny. 

### Po roce 1918
První kremace zesnulého libereckého měšťana Roberta Jahna byla provedena 30. října 1918. Ještě do konce roku bylo zpopelněno dalších 82 zemřelých. V meziválečném období se počet zpopelněných pohyboval mezi 500 až 600 ročně. Krematorium sloužilo pro zemřelé z Liberce a okolí a urny byly ukládány nejprve na libereckém ústředním hřbitově v Ruprechticích a na libereckém předměstí. Roku 1921 byl založen urnový háj s parkovou architekturou navrženou architektem Karlem Kerlem a již roku 1923 byl z kapacitních důvodů rozšířen. V období druhé světové války zde byli zpopelněni studenti popravení po demonstracích 17. listopadu 1939, zemřelí vězni z koncentračního tábora v Rychnově u Jablonce nad Nisou a oběti popravené libereckým gestapem.

### Po roce 1945
Roku 1968 se zde konaly dvě velké tryzny občanů, kteří byli zastřeleni v prvních dnech srpnové okupace. Na jedné z tryzen promluvili Václav Havel a Jan Tříska. Roku 1973 byla provedena rozsáhlá přestavba budov podle návrhu ing. arch. Poříze, bylo zaskleno podloubí obou křídel historické budovy, přistavěna budova a upravena obřadní síň. Úpravou prošel i urnový háj.

### Po roce 1989
Podle projektu ing. arch. Janaty byly roku 1994 přistavěny další budovy pro nové technologie a otevřeny prodejny v podloubí.

## Krematorium v literatuře
Krematorium a jeho historie posloužily jako ústřední námět pro německy psaný román Jaroslava Rudiše Winterbergova poslední cesta.